# Gawain Briars
Gawain Briars (* 4. April 1958 in Witney) ist ein ehemaliger englischer Squashspieler und -funktionär.

## Karriere
Gawain Briars war zwischen 1976 und 1989 als Squashspieler aktiv und erreichte im Februar 1986 mit Rang vier seine höchste Platzierung in der Weltrangliste.
Mit der englischen Nationalmannschaft nahm er 1981, 1983, 1985 und 1987 an der Weltmeisterschaft teil. 1983 erreichte die Mannschaft das Finale gegen Pakistan, Briars verlor jedoch, wie seine Mitspieler, seine Partie gegen Qamar Zaman in vier Sätzen. Bei Europameisterschaften wurde er mit der Nationalmannschaft 1978, 1979, 1982 und 1986 Europameister.
Von 1979 bis 1988 stand Gawain Briars achtmal im Hauptfeld der Einzelweltmeisterschaft. Sein bestes Abschneiden war dabei das Erreichen des Halbfinals 1985. Er unterlag Ross Norman klar in drei Sätzen. 1979 und 1982 gewann er die britische Meisterschaft.
Nach seinem Karriereende 1989 studierte er Rechtswissenschaften an der Cardiff University und arbeitete ab 1994 als Rechtsanwalt. Zum 1. Oktober 1999 übernahm er von John Nimick das Amt des Geschäftsführers bei der Professional Squash Association. Diesen Posten bekleidete er bis zu seinem Rücktritt am 31. März 2008.

## Erfolge
- Vizeweltmeister mit der Mannschaft: 1983
- Europameister mit der Mannschaft: 4 Titel (1978, 1979, 1982, 1986)
- Britischer Meister: 1979, 1982